# FK Stal
Der FK Stal (ukrainisch ФК «Сталь») ist ein ukrainischer Fußballverein aus der Stadt Kamjanske.

## Geschichte

Vereinslogo bis 2016

Der Verein wurde im Jahre 1926 als Metallist gegründet.
2015 gelang der Mannschaft als Zweitplatzierter der Perscha Liha, nachdem Metalurh Donezk am 11. Juli 2015 seinen Rückzug aus der Liga bekannt gab, als Nachrücker der Aufstieg in die Premjer-Liha, der höchsten ukrainischen Liga.

## Stadion
Der FK Stal trägt seine Heimspiele im Metalurh-Stadion im Zentrum von Kamjanske aus, das lediglich für 2900 Zuschauer Platz bietet. Daher finden die Spiele zum Teil im 24.000 Zuschauer fassenden Meteorstadion im benachbarten Dnipro statt.
|  |  |